# Rivière au Castor Est
Rivière au Castor Est är ett vattendrag i Kanada.   Det ligger i provinsen Québec, i den östra delen av landet, 900 km norr om huvudstaden Ottawa.
Omgivningarna runt Rivière au Castor Est är i huvudsak ett öppet busklandskap. Trakten runt Rivière au Castor Est är nära nog obefolkad, med mindre än två invånare per kvadratkilometer.